# Drosophila morelia
Drosophila morelia este o specie de muște din genul Drosophila, familia Drosophilidae, descrisă de Vilela și Bachli în anul 2004. Conform Catalogue of Life specia Drosophila morelia nu are subspecii cunoscute.